# Richard Kampf
Christian Wilhelm Richard Kampf (* 17. März 1859 in Hilden; † 14. Dezember 1919 in Lüneburg) war ein deutscher Architekt des Historismus.

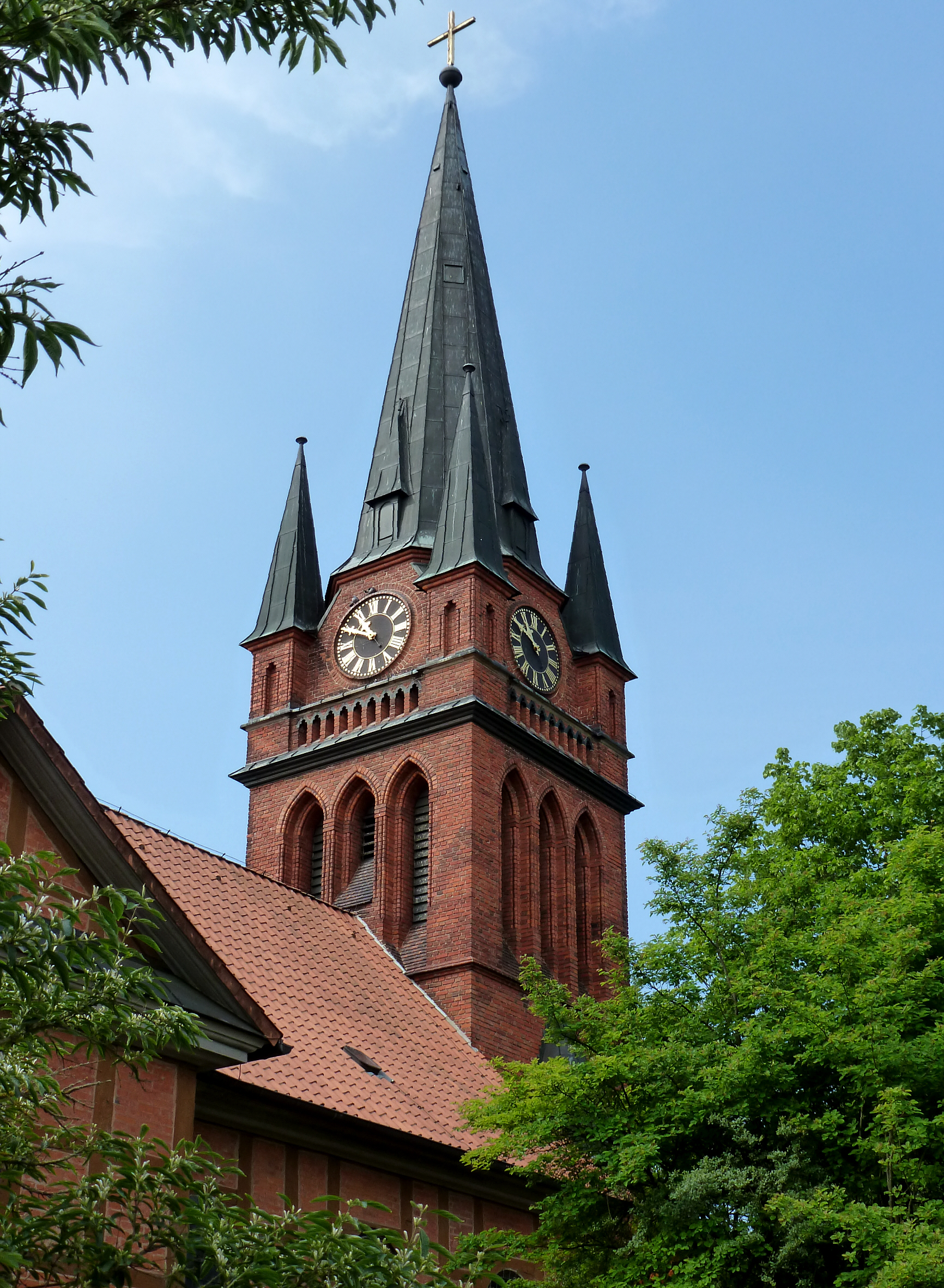
Kirchturm Hippolit-Kirche, Amelinghausen (1895)

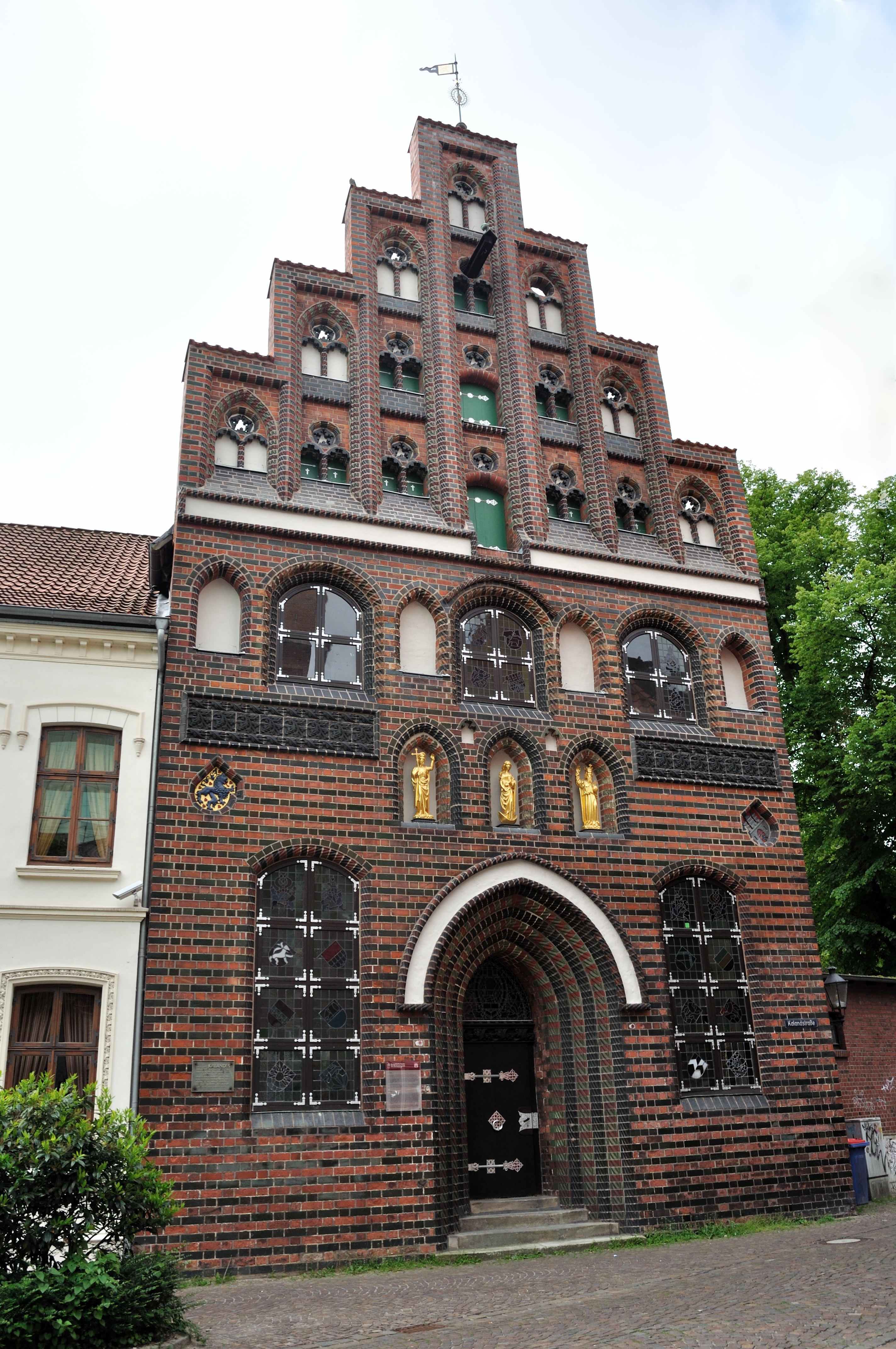
Kalandhaus (1896–1897 von Kampf restauriert)

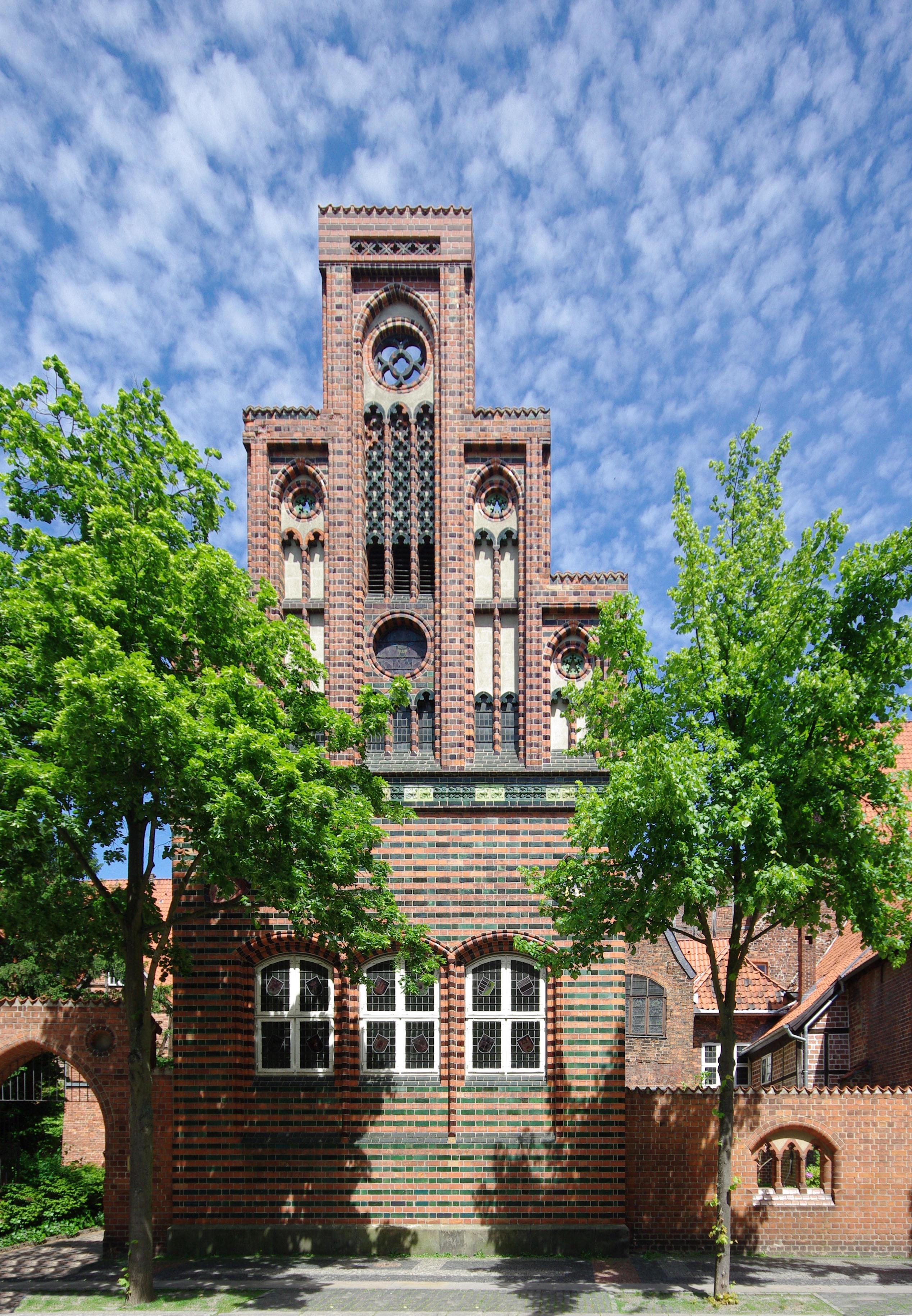
Stadtarchiv (1896–1899)

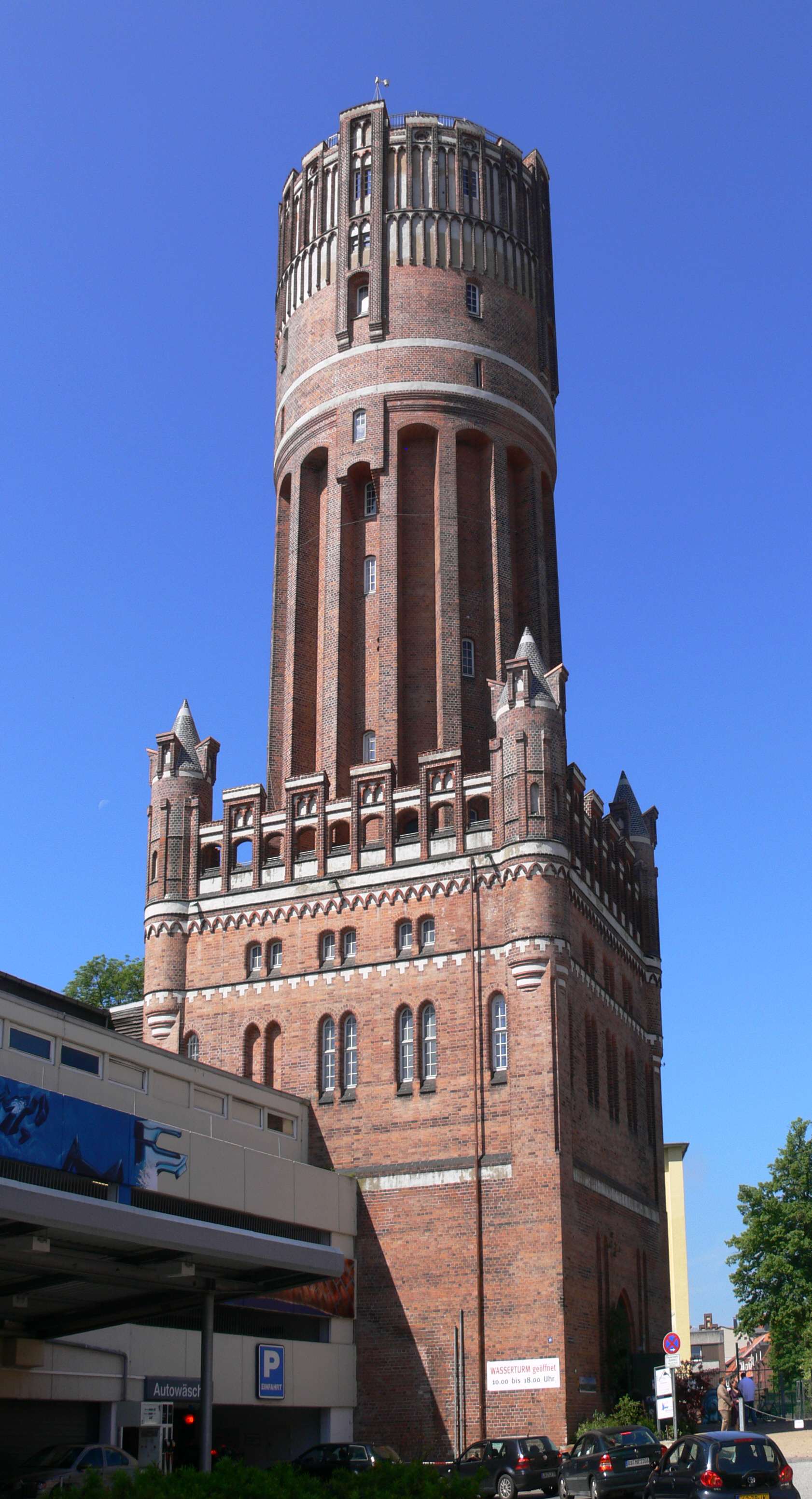
Ehem. Wasserturm (Entwurf 1905, Ausführung durch Franz Krüger)

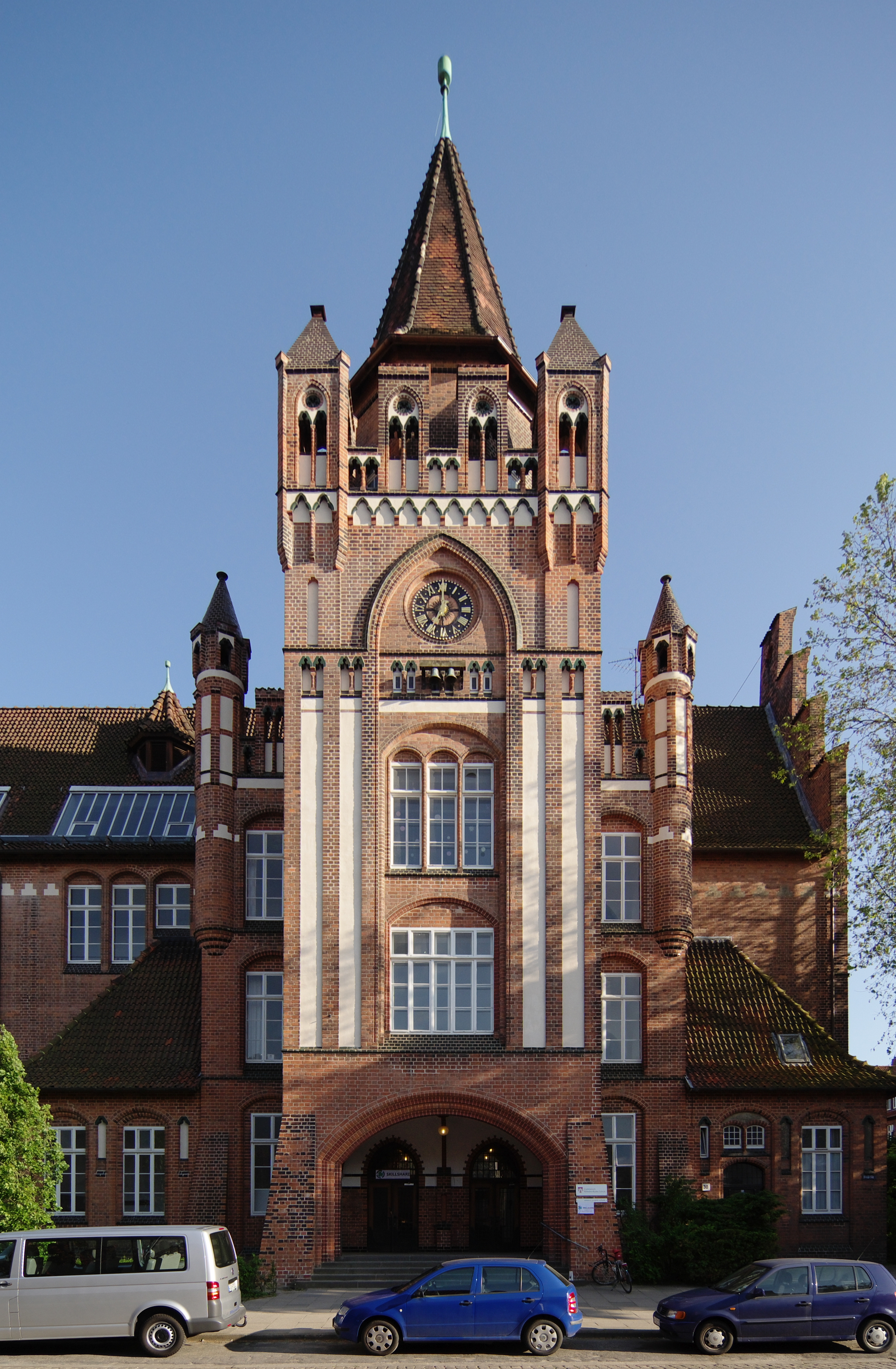
Wilhelm-Raabe-Schule (1906–1908)

## Leben
Richard Kampf wurde 1859 geboren. Seine Eltern waren Wilhelm Kampf (* 4. Oktober 1830 in Elberfeld; † 27. März 1877 in Sanremo) und dessen Frau Emilie, geborene Spindler (* 2. August 1837 in Elberfeld;  † 13. Oktober 1919 in Hilden). Beide Eltern stammten aus Industriellenfamilien, die bereits seit 1832 geschäftlich miteinander verbunden waren. Die Großväter Johann Wilhelm Kampf (* 1799 in Elberfeld; † 10. August 1875 in Hilden) und Johann Christian Spindler (* 27. Juli 1801 in Kassel; † 29. Januar 1881 in Hilden) hatten in Elberfeld die Firma Kampf & Spindler als Kontor für Heimweber gegründet.
Zu Ostern 1877 beendete Kampf seine Schulausbildung mit dem Abitur an der dem Gymnasium Arnoldinum in Burgsteinfurt angeschlossenen Realschule I. Ordnung. Zur gleichen Zeit, am 27. März 1877 (Dienstag vor Ostern), starb Kampfs Vater im Alter von nur 39 Jahren während eines Aufenthalts in Sanremo. Richard Kampf hatte zu diesem Zeitpunkt noch keine Ausbildung. Demzufolge übernahm sein Onkel Gustav Adolph Spindler (* 9. August 1839; † 18. April 1895) die alleinige Geschäftsführung der bis dahin vom Vater als Teilhaber mitgeführten Seidenweberei Kampf & Spindler in Hilden.
Kampf studierte im Anschluss an den Schulbesuch bis 1882 in Hannover bei Conrad Wilhelm Hase an der Polytechnischen Schule, die 1879 zur Königlich Technischen Hochschule ausgebaut wurde. Während des Studiums wurde er in Hannover 1880 Gründungsmitglied der Bauhütte zum Weißen Blatt.
Richard Kampf war verheiratet mit Elisabeth Schirmer (* 16. September 1860 in Kassel), einer Tochter des Bankiers Heinrich Bernhard Philipp Schirmer (* 13. September 1829 in Eiterhagen; † 24. September 1900 in Kassel). Er starb 1919 durch einen Unfall vor seinem Wohnhaus in Lüneburg. Er war Mitglied der Lüneburger Freimaurerloge Selene zu den drei Thürmen.

## Wirken
Von 1888 bis 1890 war Kampf als Regierungsbaumeister in Ratibor, Schlesien tätig. 1890 schied er auf eigenen Wunsch aus dem Staatsdienst aus und übernahm am 2. Juni 1890 das Amt des Stadtbaumeisters in Lüneburg, wo auch das Schwergewicht seiner Bautätigkeit lag.

### Bauten und Entwürfe
Sakralbauten:
- 1892–1894: Lüneburg – Synagoge am Schifferwall, Grundsteinlegung am 1. September 1892, Einweihung am 6. Juni 1894, 1938 zwangsweise an die Industrie- und Handelskammer verkauft und abgerissen
- 1894–1895: Lüneburg – Kirchturm der Evangelisch-lutherischen Kirche St. Nicolai nach einem Entwurf von Conrad Wilhelm Hase
- 1895: Amelinghausen – Kirchturm der Evangelisch-lutherischen Kirche St. Hippolit

Profanbauten:
- 1889–1890: Lüneburg – Bürgerschule, Architekt: August Maske (* 13. April 1827 in Celle; † 4. Dezember 1889 in Lüneburg), Vollendung durch Richard Kampf
- 1890–1892: Lüneburg – Schlachthaus[4]
- 1893: Lüneburg – Schlachthausbrücke[3]
- 1896–1897: Lüneburg – Kalandhaus, Kalandstraße 11 (Restaurierung)
- 1896–1899: Lüneburg – (ehemaliges) Stadtarchiv, Waagestraße, an der Südseite des Rathauses, 2013–2015 aufwendig restauriert mit dem Ziel einer Nutzung als Sitzungs- und Veranstaltungssaal.[5][6][7][8][9]
- 1897–1899: Lüneburg – Städtische Abfuhranstalt
- 1899–1900: Lüneburg – Städtisches Krankenhaus, Bögelstraße 1
- 1904–1905: Lüneburg – Hospital zum Graal, Feldstraße 28[10][11]
- 1905–1907: Lüneburg – Wasserturm, Am Wasserturm 1, Entwurf: Richard Kampf, Ausarbeitung und Bauleitung: Franz Krüger (* 6. Januar 1873 in Berlin; † 19. Mai 1936 in Lüneburg)[12]
- 1906–1908: Lüneburg – Höhere Töchterschule, Feldstraße 30, seit 1925 Wilhelm-Raabe-Schule
- 1908: Lüneburg – Wohn- und Geschäftshaus Am Sande 4